# Decreto legislativo 21 novembre 2007, n. 231
Il decreto legislativo 21 novembre 2007, n. 231 è una norma della Repubblica Italiana finalizzata a prevenire e reprimere il
riciclaggio di denaro, beni o altre utilità, emanata in attuazione delle direttive dell'Unione Europea 2005/60/CE e 2006/70/CE, a scopi di prevenzione di terrorismo.
Il reato è previsto dall'articolo 648 bis del Codice penale italiano; banche, intermediari finanziari, assicurazioni e varie categorie di professionisti sono obbligati al rispetto di specifiche disposizioni per prevenire e identificare fenomeni di riciclaggio secondo quanto previsto dal decreto.

## Definizioni

### Riciclaggio
Riciclare denaro, beni ed altre utilità vuol dire investire in attività lecite capitali ottenuti illecitamente : in tal modo i beni che sono frutto di reato (sequestri, traffico di stupefacenti, rapine, evasione fiscale e qualsiasi altro reato non colposo) sono “ripuliti” e reimmessi nei circuiti economici e finanziari legali.
In inglese il termine “riciclaggio di denaro” si traduce con money laundering che letteralmente significa  “lavaggio di denaro”.
Nell'ordinamento italiano il riciclaggio è un reato previsto dall'articolo 648 bis del Codice Penale; compie tale reato sia “chi sostituisce o trasferisce denaro, beni o altre utilità provenienti da delitto non colposo” sia chi ostacola l'identificazione della loro provenienza delittuosa.

### Antiriciclaggio
Con antiriciclaggio si intende l'azione di prevenzione e contrasto del riciclaggio di denaro, beni o altre utilità.
In Italia la normativa antiriciclaggio si basa principalmente sul decreto legislativo 21 novembre 2007, n. 231 che recepisce a sua volta la direttiva europea 2018/843; il decreto ha introdotto nell'ordinamento nazionale una serie di adempimenti antiriciclaggio allo scopo di proteggere la stabilità e l'integrità del sistema economico e finanziario. I "soggetti obbligati" a tali disposizioni sono banche, istituzioni finanziarie, assicurazioni e professionisti (notai, avvocati, consulenti del lavoro, ecc.).
L'importanza del contrasto del riciclaggio è tale che la definizione di riciclaggio adottata – a fini di prevenzione - dal decreto 231/2007 e dalla V direttiva è più ampia rispetto a quanto previsto dal codice penale all'articolo 648 bis almeno fino al 31.12.2014. Infatti la legge 15 dicembre 2014, art. 3, comma 3, ha inserito nel codice penale il reato di autoriciclaggio previsto dall'art. 648 ter.1. che si applica a chi ha commesso il reato presupposto cioè il reato da cui derivano i beni che si intende “ripulire”- alla stregua dell'articolo 2 del decreto 231/2007 che richiede alle banche di considerare  l'autoriciclaggio, il riciclaggio effettuato dalla persona che ha commesso il reato presupposto.

## Necessità dell'antiriciclaggio

### Distorsioni del quadro economico
Il riciclaggio di beni e capitali illeciti genera gravi distorsioni nell'economia legale, alterando le condizioni di concorrenza, il corretto funzionamento dei mercati e i meccanismi fisiologici di allocazione delle risorse, con riflessi, in definitiva, sulla stessa stabilità ed efficienza del sistema economico. Il riciclaggio di fatto assume rilevanza anche sul piano macroeconomico.

### Mancato sviluppo economico
La lotta al riciclaggio assume una particolare valenza in Italia a causa della presenza della criminalità organizzata che si traduce in mancato sviluppo economico. Alcuni studi della Banca d’Italia hanno evidenziato che nelle aree a forte presenza criminale la crescita economica risulta compressa, le imprese pagano più caro il credito, gli investimenti sono disincentivati e “in quelle aree è più rovinosa la distruzione di capitale sociale dovuta all'inquinamento della politica locale”.

## Corruzione e riciclaggio
Il GAFI-FATF, Gruppo d'azione finanziaria internazionale contro il riciclaggio di capitali / Financial Action Task Force, ha da tempo segnalato gli stretti rapporti tra corruzione e riciclaggio; il 29 luglio 2011 il GAFI ha pubblicato  uno studio sui legami tra la corruzione e il riciclaggio di denaro e beni frutto di attività illecite.
Il documento identifica le "vulnerabilità chiave" nell'attuale framework AML/CTF (Anti Money Laundering / Counter Terrorism Financing) e gli ostacoli al contrasto della corruzione; obiettivo della pubblicazione è comprendere meglio il fenomeno della corruzione, i suoi meccanismi e vulnerabilità attraverso l'ottica dell'AML/CTF.
Il 19 agosto 2011 il Gruppo Wolfsberg ha aggiornato le proprie linee guida "Wolfsberg Statement against Corruption"  già pubblicate nel 2007; si tratta di una ampia rivisitazione del testo che tiene conto dei recenti sviluppi e fornisce consigli e suggerimenti al sistema finanziario internazionale per realizzare programmi efficaci contro la corruzione, per ridurre e contrastare i rischi legati alla corruzione della clientela e all'interno delle stesse istituzioni finanziarie.
L'aggiornamento tiene conto delle iniziative internazionali in ambito anticorruzione, in particolare anche in relazione alla recente crisi finanziaria; tra le normative prese a riferimento ci sono "l'US Foreign Corrupt Practices Act", la Convenzione delle Nazioni Unite contro la corruzione (Risoluzione dell’Assemblea Generale n. 58/4 del 31 ottobre 2003), del Consiglio d'Europa (Civil and Criminal Law Conventions on Corruption - 1999),  le norme relative alla Convenzione OCSE e, infine, il Bribery Act 2010 introdotto nel Regno Unito, che introduce una "responsabilità" aziendale per non aver impedito atti di corruzione.

## Evasione fiscale e corruzione
Esiste un forte rapporto tra riciclaggio, evasione fiscale e corruzione: in sede GAFI è infatti in corso l'elaborazione di nuove "Raccomandazioni antiriciclaggio" che promuovono l'inclusione dei reati di natura fiscale tra quelli presupposto di riciclaggio.
Il mancato pagamento dei tributi, infatti, è il principale strumento di accumulazione in nero della provvista necessaria per pagare il prezzo della corruzione.
Secondo Giovanni Castaldi, già direttore dell'Unità di informazione finanziaria (UIF) riciclaggio, evasione fiscale e corruzione sono fenomeni strettamente correlati, che danneggiano le politiche di sviluppo. Giovanni Castaldi ha criticato la classe politica, perché la “ricerca del consenso elettorale si è sempre basata su promesse di sgravi e agevolazioni piuttosto che su impegni di lotta all'evasione (…).
Il partito degli evasori è molto potente e viene variamente blandito: si pensi allo smantellamento del falso in bilancio e alla continua erosione dei termini prescrizionali dell'azione penale. Leggi tributarie di difficile interpretazione incentivano comportamenti elusivi e alimentano un imponente contenzioso”.
Per quanto riguarda in particolare il flagello dell'evasione fiscale, Castaldi ha ricordato gli “effetti deleteri” che essa produce sull'economia dei singoli paesi poiché “riduce le risorse per le politiche sociali... si traduce in maggiori tasse per chi le paga... è la base della cosiddetta economia sommersa... sottrae risorse alla collettività, le nasconde (nei paradisi fiscali) quindi le rimette in circolo creando corruzione o, come minimo, falsando il mercato, la concorrenza, l'economia”.
Fra evasione fiscale e riciclaggio sussiste uno stretto rapporto. Lo conferma la circostanza che i due reati condividono in gran parte gli espedienti utilizzati, rispettivamente, per celare redditi al fisco e per dissimulare l'origine illecita del danaro: paradisi fiscali, trust, società fiduciarie, sovra e sotto fatturazioni, cessioni di crediti e cartolarizzazioni, operazioni di finanza strutturata, ecc. Parimenti, diversi strumenti di contrasto dell'evasione e del riciclaggio sono ambivalenti: limiti all'utilizzo del contante, tracciabilità delle transazioni, monitoraggio della circolazione transfrontaliera di contante.
La stessa limitazione antiriciclaggio in Italia non è posta all'uso di carta prepagata anonima ricaricabile. Se fornita di codice IBAN, la carta può essere movimentata come un vero e proprio conto corrente.

## Il meccanismo di riciclaggio di capitali
Le indagini della magistratura e delle forze di polizia hanno rivelato che i meccanismi utilizzati per il riciclaggio di denaro e beni sono in continua evoluzione anche perché la criminalità cerca sempre di sfruttare sia le innovazioni tecnologiche sia le innovazioni finanziarie.
Sono state tuttavia individuate alcune fasi “tipiche” del processo di “dissimulazione” e reimpiego dei profitti provenienti da attività criminose; queste fasi si riferiscono alla “dissimulazione” di beni sotto forma di denaro.
Le “fasi operative” del riciclaggio di denaro sporco sono:
- collocamento (placement stage): consiste nel riportare (“collocare”) anche in modo frazionato) sul mercato dei capitali leciti i proventi illeciti ad opera di soggetto terzo, consapevole e compiacente, mediante il deposito o la loro trasformazione in altri strumenti monetari presso banche e/o intermediari;
- dissimulazione (layering stage), detta anche “stratificazione”: accumulo di disponibilità frutto di una molteplicità di operazioni finalizzate all'occultamento e/o dissimulazione della provenienza illecita dei capitali;
- rientro (integration stage) – il denaro, ormai riciclato, viene:
  - ulteriormente frazionato e reso non riconducibile all'origine;
  - lentamente ricollocato sul mercato;
  - reinvestito e ripulito in attività economiche/finanziarie lecite;
  - fatto rientrare nel patrimonio del criminale.

## Quadro normativo

### Evoluzione della normativa antiriciclaggio in Italia

#### Codice Penale
Il riciclaggio è un reato previsto dall'articolo 648 bis del Codice Penale; tale articolo va “letto” insieme al precedente 648 che riguarda la ricettazione e al successivo 648 ter che riguarda l'impiego di denaro, beni o utilità di provenienza illecita.
Art. 648 - Ricettazione
Fuori dei casi di concorso nel reato, chi, al fine di procurare a sé o ad altri un profitto, acquista, riceve od occulta denaro o cose provenienti da un qualsiasi delitto, o comunque s'intromette nel farli acquistare, ricevere od occultare, è punito con la reclusione da due a otto anni e con la multa da 516 euro a 10.329 euro. La pena è della reclusione sino a sei anni e della multa sino a 516 euro, se il fatto è di particolare tenuità. Le disposizioni di questo articolo si applicano anche quando l'autore del delitto, da cui il denaro o le cose provengono, non è imputabile o non è punibile.
Art. 648 bis - Riciclaggio
Fuori dei casi di concorso nel reato, chiunque sostituisce o trasferisce denaro, beni o altre utilità provenienti da delitto non colposo, ovvero compie in relazione ad essi altre operazioni in modo da ostacolare l'identificazione della loro provenienza delittuosa, è punito con la reclusione da quattro a dodici anni e con la multa da euro 1.032 a euro 15.493. La pena è aumentata quando il fatto è commesso nell'esercizio di un'attività professionale. La pena è diminuita se il denaro, i beni o le altre utilità provengono da delitto per il quale è stabilita la pena della reclusione inferiore nel massimo a cinque anni. Si applica l'ultimo comma dell'articolo 648.
Art. 648 ter - Impiego di denaro, beni o utilità di provenienza illecita
Chiunque, fuori dei casi di concorso nel reato e dei casi previsti dagli articoli 648 e 648 bis, impiega in attività economiche o finanziarie denaro, beni o altre utilità provenienti da delitto, è punito con la reclusione da quattro a dodici anni e con la multa da euro 1.032 a euro 15.493. La pena è aumentata quando il fatto è commesso nell'esercizio di un'attività professionale. La pena è diminuita nell'ipotesi di cui al secondo comma dell'articolo 648. Si applica l'ultimo comma dell'articolo 648.

#### Evoluzione normativa dell'articolo 648 bis
L'art. 648 bis del codice penale è stato introdotto dall'art. 3 del decreto legge n. 591 del 21 marzo 1978 ed è stato successivamente modificato dalla legge n. 55 del 19 marzo 1990 che ha introdotto l'ipotesi delittuosa dell'art. 648 ter c.p e dalla legge 9 agosto 1993, n. 328.
Il testo originario della disposizione del 1978 individuava come “reati presupposti” del riciclaggio esclusivamente “rapina aggravata, estorsione aggravata o sequestro di persona a scopo di estorsione”; la modifica del 1990 estendeva i reati presupposti ai “delitti di rapina aggravata, di estorsione, aggravata, di sequestro di persona a scopo di estorsione, o dai delitti concernenti la produzione o il traffico di sostanze stupefacenti o psicotrope”.
Al riguardo è importante menzionare anche il decreto legge maggio 1991, n. 143 convertito con modificazioni in legge 5 luglio 1991, n. 197 (la cosiddetta legge Falcone) che in sostanza poneva dei limiti al trasferimento di danaro contante.
Infine la legge 9 agosto 1993, n. 328, che ratificava la “Convenzione sul riciclaggio”, ha ampliato il numero dei “reati presupposti” a cui si applica il reato di riciclaggio (e ricettazione) a tutti i delitti non colposi.

### Le tre direttive europee antiriciclaggio
- La prima direttiva, n. 91/308/CE, recepita in Italia con la legge n. 197 del 1991, ha introdotto l'obbligo delle “registrazioni” antiriciclaggio.
- La seconda direttiva, n. 2001/97/CE, recepita in Italia con la legge n. 56 del 2004, ha esteso gli obblighi antiriciclaggio ai “professionisti”.
- La terza direttiva, n. 2005/60/CE, recepita in Italia con il d.lgs. 231 del 2007 ha introdotto un nuovo approccio alla prevenzione e contrasto del riciclaggio basato, anche, sulla "collaborazione attiva" di banche, intermediari finanziari, assicurazioni e professionisti nella prevenzione del riciclaggio.

### Altre direttive europee correlate
La direttiva 2006/70/CE dell'agosto 2006 riporta, in relazione alla terza direttiva antiriciclaggio 2005/60/CE, una serie di misure di esecuzione per quanto riguarda la definizione di "persone politicamente esposte" e i criteri tecnici per le procedure semplificate di adeguata verifica della clientela e per l'esenzione nel caso di attività esercitate in modo occasionale o su scala molto limitata.

### Antiriciclaggio e responsabilità d'impresa
Il d.lgs. 231/2007 ha modificato il d.lgs. 231/2001 (“Disciplina della responsabilità amministrativa delle persone giuridiche, delle società e delle associazioni”), normativa che ha introdotto in Italia la responsabilità amministrativa per le imprese nel caso di comportamenti fraudolenti da parte di loro impiegati e collaboratori per alcuni tipi di delitti e sotto certe condizioni. Il 231/2007 ha aggiunto ai reati previsti dalla 231/01 i delitti di ricettazione, riciclaggio e impiego di denaro, beni o utilità di provenienza illecita (art. 25 octies).
Ciò significa che ogni ente (aziende, banche, assicurazioni, piccole imprese, associazioni, ecc.) deve adottare idonee misure per evitare che il proprio personale possa commettere tali reati.

### Antiriciclaggio e protezione dei dati personali
Il rispetto degli adempimenti antiriciclaggio deve avvenire tenendo conto delle disposizioni contenute nel Decreto legislativo 30 giugno 2003, n. 196 - "Codice sulla privacy" che richiede il rispetto della riservatezza delle informazioni trattate e l'adozione di misure di sicurezza in relazione ai trattamenti di dati personali sia con sistemi informatici sia con modalità manuali.
Il 10 settembre 2010, inoltre, il Garante per la protezione dei dati personali ha promulgato uno specifico Provvedimento dal titolo  "Misure relative alle comunicazioni fra intermediari finanziari appartenenti al medesimo gruppo in materia di antiriciclaggio" nel quale sono indicate disposizioni in ordine alle modalità di trattamento dei dati relativi all'antiriciclaggio.

## Gli adempimenti
La prevenzione ed il contrasto del riciclaggio presso gli intermediari finanziari, gli altri enti obbligati e i professionisti, si realizzano per mezzo di controlli, organizzativi, tecnologici e “formativi” che permettano la piena conoscenza del cliente, la tracciabilità delle transazioni finanziarie e l'individuazione delle operazioni sospette di riciclaggio.
Gli adempimenti derivano dall'ampia “normativa” antiriciclaggio nella quale rientrano, oltre a leggi e decreti legislativi, le Istruzioni di Vigilanza di Banca d'Italia, CONSOB e IVASS, i pareri e le indicazioni del Ministero dell'Economia e Finanze (MEF), dell'Unità di Informazione Finanziaria (UIF) i pareri e le indicazioni del Comitato antiriciclaggio.

### Il d.lgs. 231/07
Il decreto legislativo 231/07 impone obblighi di collaborazione per la prevenzione ed il contrasto del riciclaggio; la collaborazione può essere di 2 tipi:
1. collaborazione passiva finalizzata a garantire la conoscenza approfondita della clientela e a prescrivere la conservazione dei documenti relativi alle transazioni effettuate;
2. collaborazione attiva volta all'individuazione e segnalazione delle operazioni sospette di riciclaggio.

L'adeguata verifica della clientela è l'aspetto più importante per l'azione preventiva di contrasto al riciclaggio; essa consiste nell'identificazione del cliente e nella verifica dei dati acquisiti; l'identificazione e la verifica sono previste anche nei confronti del beneficiario sostanziale – il cosiddetto titolare effettivo - quando il cliente è una persona giuridica o effettua un'operazione per conto di altri soggetti. Altri adempimenti riguardano la raccolta delle informazioni sullo scopo e la natura del rapporto posto in essere dal cliente e il controllo continuo nel corso del rapporto stesso.
Un altro importante adempimento è la registrazione dei rapporti e delle operazioni rilevanti nel cosiddetto Archivio Unico Informatico (AUI); attraverso l'AUI è possibile rendere disponibili a tutto il sistema antiriciclaggio le informazioni in modo strutturato e secondo standard tecnici omogenei per tutti gli operatori.
Un terzo fondamentale adempimento riguarda la segnalazione, all'UIF, delle operazioni sospette di riciclaggio. L'operazione sospetta è un'operazione che per caratteristiche, entità, natura o per qualsivoglia altra circostanza induce l'operatore in banca a “sapere, sospettare o ad avere motivo ragionevole per sospettare” che siano in corso o che siano state compiute o tentate operazioni di riciclaggio o di finanziamento del terrorismo; in tal caso si deve inviare senza ritardo alla UIF una segnalazione.
La UIF effettua approfondimenti sulle segnalazioni di operazioni sospette e le trasmette, arricchite dell'analisi finanziaria, al Nucleo speciale di polizia valutaria (NSPV) della Guardia di finanza e alla Direzione investigativa antimafia (DIA).
Qualora le segnalazioni siano ritenute infondate la UIF le archivia.
Anche la presenza di “motivi ragionevoli per sospettare” fa scattare l'obbligo di segnalazione all'UIF.

### Disposizioni attuative di Banca d'Italia in materia di antiriciclaggio del 10 marzo 2011 (e chiarimenti dell'11 luglio 2011)
Con queste disposizioni antiriciclaggio, in vigore dal 1º settembre 2011, la Banca d'Italia ha inteso dettare le procedure organizzative ed il sistema di controlli necessari ad evitare che gli Intermediari e gli altri soggetti che svolgono attività finanziaria siano utilizzati quali "veicoli" per il riciclaggio ed il finanziamento del terrorismo.
In sintesi il Provvedimento contiene le disposizioni attuative in ordine a:
- Organizzazione;
- Procedure;
- Controlli interni.

Per le banche, gli intermediari finanziari e gli altri soggetti destinatari, è necessario:
- la responsabilizzazione del personale dipendente e dei collaboratori esterni;
- la chiara definizione, ai diversi livelli, di ruoli, compiti e responsabilità nonché la predisposizione di procedure intese a garantire l'osservanza degli obblighi di adeguata verifica della clientela e di segnalazione delle operazioni sospette e, inoltre, la conservazione della documentazione e delle evidenze dei rapporti e delle operazioni;
- l'istituzione di un'apposita funzione antiriciclaggio incaricata di sovrintendere all'impegno di prevenzione e gestione dei rischi in discorso;
- un'architettura delle funzioni di controllo che sia coordinata nelle sue componenti, anche attraverso idonei flussi informativi, e che sia al contempo coerente con l'articolazione della struttura, la complessità, la dimensione aziendale, la tipologia dei servizi e prodotti offerti nonché con l'entità del rischio associabile alle caratteristiche della clientela;
- un'attività di controllo che abbia come oggetto il rispetto da parte del personale e dei collaboratori delle procedure interne e di tutti gli obblighi normativi, con particolare riguardo alla “collaborazione attiva” e alla continuativa analisi dell'operatività della clientela.

Il sistema si incardina su tre istituti fondamentali: Adeguata verifica della clientela (secondo l'approccio basato sul rischio), Registrazione-Archiviazione-Conservazione dei rapporti e delle operazioni, valutazione e segnalazione delle Operazioni Sospette.
Il criterio adottato è quello della "proporzionalità" degli assetti organizzativi rispetto alle dimensioni del soggetto destinatario delle disposizioni, intendendo con ciò assicurare la presenza di presidi idonei al raggiungimento del fine di prevenzione e tutela del sistema.
Sono, tuttavia, individuati dei requisiti minimali comunque da adottare:
- Istituzione della Funzione Antiriciclaggio;
- Presenza della Funzione di Revisione Interna (o alternativamente dell'Unità di Revisione Interna);
- Assegnazione della responsabilità per la Segnalazione delle Operazioni Sospette;

L'11 luglio 2011 la Banca d'Italia ha pubblicato una nota di “chiarimenti”  in relazione alle disposizioni del 10 marzo 2011; tra i chiarimenti:
- il responsabile antiriciclaggio può essere inserito nell'area legale, anche laddove a tale area siano assegnati compiti che implichino il contatto con la clientela (es. gestione del contenzioso), ferma restando la necessità che la posizione dallo stesso ricoperta sia tale da conferire autorevolezza al soggetto incaricato della funzione antiriciclaggio;
- in caso di esternalizzazione si precisa che, anche in caso di outsourcing della funzione, il responsabile antiriciclaggio interno deve essere in possesso degli specifici requisiti di indipendenza, autorevolezza e professionalità;
- sul delegato alla segnalazione delle operazioni sospette le disposizioni non escludono che, in caso di gruppi o intermediari di rilevanti dimensioni, possano essere designati più delegati (in numero comunque contenuto), ciascuno competente, ad esempio, in relazione ad una determinata area geografica ovvero tipologia di prodotto o servizio offerto purché siano rispettate specifiche condizioni;
- sulle “società fiduciarie” si conferma che il Provvedimento del 10 marzo trova applicazione nei confronti di entrambe le tipologie di fiduciarie: quelle disciplinate dalla legge n. 1966 del 1939 e quelle che, al ricorrere di taluni requisiti, potranno iscriversi in una sezione separata dell'Albo di cui all'art. 106 TUB, con conseguente vigilanza della Banca d'Italia (art. 199, comma 2 TUF).

### Disposizioni attuative di CONSOB in materia di antiriciclaggio del 4 luglio 2011
Il 4 luglio 2011 la CONSOB ha pubblicato il "Provvedimento recante disposizioni attuative in materia di organizzazione, procedure e controlli interni volti a prevenire l'utilizzo a fini di riciclaggio e di finanziamento del terrorismo delle società di revisione", delibera n. 17836 del 30 giugno 2011.
Le disposizioni, rivolte alle società di revisione,  richiedono l'introduzione di presidi specifici (risorse, procedure, funzioni organizzative) per il controllo del rischio di riciclaggio (e del finanziamento del terrorismo).
In particolare è necessario:
- la chiara definizione, ai diversi livelli della struttura organizzativa della società di revisione, dei ruoli, dei compiti e delle responsabilità relative alla prevenzione e gestione dei rischi di riciclaggio e di finanziamento del terrorismo;
- l'istituzione di un'apposita funzione incaricata di sovrintendere all'impegno di prevenzione e gestione dei rischi di riciclaggio e di finanziamento del terrorismo;
- la responsabilizzazione del personale dipendente e dei collaboratori esterni con riguardo alla prevenzione dei rischi in esame;
- la predisposizione di procedure interne finalizzate a garantire l'osservanza degli obblighi di adeguata verifica della clientela, di segnalazione delle operazioni sospette e di conservazione della relativa documentazione unitamente a quella comprovante gli incarichi professionali ricevuti;
- la definizione di sistemi di controllo interno che siano coerenti con la struttura, la complessità e la dimensione della società di revisione, con la tipologia dei servizi offerti e l'entità del rischio associabile alle caratteristiche della clientela, e che siano in grado di individuare tempestivamente carenze nelle procedure applicate e nei comportamenti, suscettibili di produrre violazioni da parte del personale e dei collaboratori degli obblighi normativi e delle procedure interne in esame.

### Disposizioni attuative di IVASS in materia di antiriciclaggio (bozza in consultazione) del 15 febbraio 2011
Il 15 febbraio 2011 l'IVASS ha reso pubblico il documento in consultazione n. 42/2011 "Schema di regolamento concernente disposizioni attuative circa l'organizzazione, Le procedure ed i controlli interni volti a prevenire l'utilizzo delle imprese di Assicurazione e degli intermediari assicurativi a fini di riciclaggio e di finanziamento del terrorismo, ai sensi dell'articolo 7, comma 2, del decreto legislativo 21 novembre 2007, n. 231".

### Formazione e informazione
Un'efficace applicazione della normativa antiriciclaggio presuppone la piena consapevolezza delle finalità e dei principi che ne sorreggono l'impianto. Tutto il personale deve essere portato a conoscenza degli obblighi e delle responsabilità aziendali che possono derivare dal mancato adempimento dei medesimi.

#### Obblighi di formazione del d. lgs. 231/07
L'articolo 54 del d. lgs. 231/07 impone l'obbligo di formare il personale sulla disciplina antiriciclaggio; in particolare le aziende ed i professionisti devono predisporre “programmi di formazione finalizzati a riconoscere le attività potenzialmente connesse al riciclaggio”.

#### Obblighi di formazione delle disposizioni di Banca d'Italia del 10 marzo 2011
Banca d'Italia richiede che sia riservata particolare cura allo sviluppo di una specifica preparazione sull'antiriciclaggio dei dipendenti e dei collaboratori che sono a più diretto contatto con la clientela.
Inoltre specifici programmi di formazione appaiono opportuni per il personale appartenente alla funzione antiriciclaggio.
A tali dipendenti si richiede inoltre un continuo aggiornamento in merito all'evoluzione dei rischi di riciclaggio e agli schemi tipici delle operazioni finanziarie criminali.
L'attività di qualificazione del personale deve, infine, rivestire carattere di continuità e di sistematicità e va svolta nell'ambito di programmi organici.
A questa direttiva rispondondono diversi corsi di formazione.

## Le istituzioni

### Il Comitato di Sicurezza Finanziaria
La regia complessiva delle politiche in materia di prevenzione del riciclaggio è attribuita al Ministro dell'economia e delle finanze che si avvale, a tal fine, del Comitato di Sicurezza Finanziaria (CSF) presieduto dal Direttore generale del Tesoro e composto da rappresentanti del Ministero dell'interno, del Ministero della giustizia, del Ministero degli affari esteri e della cooperazione internazionale, della Banca d’Italia, della CONSOB, dell'IVASS, dell'Unità di Informazione Finanziaria per l'Italia (UIF), della Guardia di Finanza, della Direzione investigativa antimafia (DIA), dell'Arma dei Carabinieri e della Direzione nazionale antimafia (DNA).

### Unità di Informazione Finanziaria (UIF)
L'Unità di informazione finanziaria (UIF) è la struttura nazionale incaricata di prevenire e contrastare il riciclaggio e il finanziamento del terrorismo.
La UIF esercita le proprie funzioni in autonomia e indipendenza, avvalendosi di risorse umane e tecniche, di mezzi finanziari e di beni strumentali della Banca d'Italia. L'organizzazione e il funzionamento della UIF sono disciplinate con regolamento della Banca d'Italia.
Per facilitare l'individuazione delle operazioni sospette e promuovere sempre più efficienti condizioni di collaborazione attiva, il d.lgs. 231/2007 assegna all'UIF il compito di:
- elaborare indicatori di anomalia, volti ad agevolare l'individuazione delle operazioni sospette;
- predisporre schemi e modelli di comportamenti anomali;
- definire, con apposite istruzioni, il contenuto delle segnalazioni di operazioni sospette.

### La Guardia di Finanza
La Guardia di Finanza effettua le investigazioni antiriciclaggio mediante:
- indagini di polizia giudiziaria;
- approfondimento delle segnalazioni di operazioni sospette finalizzate ad individuare ed intercettare i flussi finanziari di provenienza illecita;
- controlli sulla movimentazione transfrontaliera di valuta.

La GdF effettua inoltre proprie “ispezioni antiriciclaggio”, con esercizio dei poteri di polizia valutaria, presso operatori finanziari.
Nel 2010, su circa 37.000 segnalazioni per operazioni sospette, oltre 4.700 si sono tradotte in procedimenti penali aperti presso le Procure della Repubblica competenti ovvero in procedimenti penali per casi di riciclaggio, usura, estorsione, abusivismo finanziario, frode fiscale, truffa o infrazioni alla normativa antiriciclaggio e valutaria.

### Autorità di vigilanza
Le autorità di vigilanza di settore (Banca d’Italia, Consob, IVASS ciascuna per quanto di loro competenza) sovrintendono al rispetto delle norme da parte dei propri vigilati ed emanano disposizioni in materia di obblighi di adeguata verifica del cliente, di registrazione, e di assetti organizzativi e di controllo idonei a prevenire il coinvolgimento dei soggetti vigilati in operazioni di riciclaggio.
L'azione di supervisione è generalmente guidata da due principi cardine: la proporzionalità e l'approccio basato sul rischio e si avvale di verifiche ispettive anche mirate; le irregolarità sull'antiriciclaggio rilevate possono comportare sanzioni amministrative ed anche denuncia all'autorità giudiziaria o investigativa.
Nei casi più gravi, quando le violazioni intaccano le condizioni minimali per la corretta prosecuzione dell'attività, vengono adottati provvedimenti inibitori, come il divieto di nuove operazioni o la chiusura di dipendenze.

### Normativa
- Legge 19 marzo 1990, n. 55, “Nuove disposizioni per la prevenzione della delinquenza di tipo mafioso e di altre gravi forme di manifestazione di pericolosità sociale”, (GU n. 69 del 23-3-1990), entrata in vigore della legge: 7-4-1990. Testo su normattiva
- Decreto legge 3 maggio 1991, n. 143, “Provvedimenti urgenti per limitare l'uso del contante e dei titoli al portatore nelle transazioni e prevenire l'utilizzazione del sistema finanziario a scopo di riciclaggio”, (nota anche come: “legge antiriciclaggio 197 1991”) in GU n. 106 dell'8-5-1991, entrata in vigore del decreto: 9/5/1991; le modifiche apportate in sede di conversione (artt. 1-13) entrano in vigore il 7/7/1991. Testo su normattiva
- Legge 9 agosto 1993, n. 328, “Ratifica ed esecuzione della convenzione sul riciclaggio, la ricerca, il sequestro e la confisca dei proventi di reato, fatta a Strasburgo l'8 novembre 1990”,(GU n. 202 del 28-8-1993 - Suppl. Ordinario n.80), entrata in vigore della legge: 29-8-1993. Testo su normattiva
- Decreto legislativo 8 giugno 2001, n. 231, “Disciplina della responsabilità amministrativa delle persone giuridiche, delle società e delle associazioni anche prive di personalità giuridica, a norma dell'articolo 11 della legge 29 settembre 2000, n. 300”, in GU n. 140 del 19-6-2001, entrata in vigore del decreto: 4-7-2001. Testo su normattiva
- Decreto legislativo 30 giugno 2003, n. 196, "Codice in materia di protezione dei dati personali" (GU n.174 del 29-7-2003 - Suppl. Ordinario n. 123) Testo su normattiva
- Decreto legislativo 21 novembre 2007, n. 231, “Attuazione della direttiva 2005/60/CE concernente la prevenzione dell'utilizzo del sistema finanziario a scopo di riciclaggio dei proventi di attività criminose e di finanziamento del terrorismo nonché della direttiva 2006/70/CE che ne reca misure di esecuzione”, in GU n. 290 del 14-12-2007, Suppl. Ordinario n. 268, entrata in vigore del provvedimento: 29/12/2007. Testo su normattiva
- Decreto Legislativo 25 settembre 2009, n. 151, "Disposizioni integrative e correttive del decreto legislativo 21 novembre 2007, n. 231, recante attuazione della direttiva 2005/60/CE concernente la prevenzione dell'utilizzo del sistema finanziario a scopo di riciclaggio dei proventi di attività criminose e di finanziamento del terrorismo, nonché della direttiva 2006/70/CE che reca misure di esecuzione", entrata in vigore del decreto: 4 novembre 2001. Testo su normattiva
- Provvedimento a carattere generale del Garante per la protezione dei dati personale, 10 settembre 2009, (G.U. n. 267 del 16 novembre 2009), "Misure relative alle comunicazioni fra intermediari finanziari appartenenti al medesimo gruppo in materia di antiriciclaggio" Testo sul Sito del Garante privacy

### Provvedimenti delle autorità di vigilanza
- CONSOB, "Provvedimento recante disposizioni attuative in materia di organizzazione, procedure e controlli interni volti a prevenire l'utilizzo a fini di riciclaggio e di finanziamento del terrorismo delle società di revisione", 4 luglio 2011, entrata in vigore: 1/9/2011, testo disponibile in formato pdf sul sito di CONSOB[collegamento interrotto]
- Banca d'Italia, “Disposizioni attuative in materia di organizzazione, procedure e controlli interni volti a prevenire l'utilizzo degli intermediari e degli altri soggetti che svolgono attività finanziaria a fini di riciclaggio e di finanziamento del terrorismo, ai sensi dell'art. 7 comma 2 del decreto legislativo 21 novembre 2007, n. 231”, 10 marzo 2011, 11A04727, in GU n. 81 dell'8-4-2011, entrata in vigore: 1/9/2011, testo disponibile in formato pdf sul sito di Banca d'Italia e in altri formati (epub, doc, odt, xhtml) sul sito compliancenet.it in compliancenet.it
- IVASS, "Schema di regolamento concernente disposizioni attuative circa l'organizzazione, Le procedure ed i controlli interni volti a prevenire l'utilizzo delle imprese di Assicurazione e degli intermediari assicurativi a fini di riciclaggio e di finanziamento del terrorismo, ai sensi dell'articolo 7, comma 2, del decreto legislativo 21 novembre 2007, n. 231", 15 febbraio 2011, documento in consultazione n. 42/2011 in ivass.it[collegamento interrotto]

### Istruzioni UIF
- UIF: Istruzioni sui dati e le informazioni da inserire nelle segnalazioni di operazioni sospette (4 maggio 2011), testo disponibile in bancaditalia.it

### Indicatori di anomalia
- Ministero dell'Interno, decreto 17 febbraio 2011, “Determinazione degli indicatori di anomalia al fine di agevolare l'individuazione delle operazioni sospette di riciclaggio da parte di talune categorie di operatori non finanziari”, testo interno.it (html), allegato 1 (pdf)[collegamento interrotto] e allegato 2 (pdf)[collegamento interrotto], in GU Serie Generale n. 48 del 28 febbraio 2011.
- Ministero della Giustizia, decreto del 16 aprile 2010, “Indici di anomalia per i professionisti”, testo (pdf) Archiviato il 7 dicembre 2010 in Internet Archive. e relativi allegati (pdf airant.it Archiviato il 7 dicembre 2010 in Internet Archive.)
- Banca d'Italia, 24 agosto 2010, “Provvedimento recante gli indicatori di anomalia per gli intermediari”, pdf in bancaditalia.it

### UIF: schemi rappresentativi di comportamenti anomali
- 9 agosto 2001, Operatività riconducibile all'usura in bancaditalia.it[collegamento interrotto] (aggiorna lo schema operativo già emanato il 24 settembre 2009)
- 17 gennaio 2011, Operatività connessa con le frodi nell'attività di leasing in bancaditalia.it[collegamento interrotto]
- 8 luglio 2010, Operatività connessa con l'abuso di finanziamenti pubblici in bancaditalia.it[collegamento interrotto]
- 15 febbraio 2010, Operatività connessa con il rischio di frode sull'IVA intracomunitaria in bancaditalia.it[collegamento interrotto]
- 5 febbraio 2010, Frodi informatiche in bancaditalia.it
- 13 ottobre 2009, Conti dedicati in bancaditalia.it[collegamento interrotto]
- 24 settembre 2009, Imprese in crisi e usura in bancaditalia.it[collegamento interrotto]

### Letture utili
- Mario Draghi, governatore Banca d'Italia, “Le mafie a Milano e nel Nord: aspetti sociali ed economici”,11 marzo 2011 in bancaditalia.it
- Anna Maria Tarantola, Vice Direttore Generale della Banca d'Italia
  - “La prevenzione del riciclaggio nel settore finanziario”, 10 maggio 2011 in bancaditalia.it
  - “Il contributo della Banca d'Italia nella lotta al riciclaggio”, 29 gennaio 2010, in bancaditalia.it
- Giovanni Castaldi, direttore UIF,
  - “Lotta al riciclaggio: bilanci, esperienze ed istruzioni operative. Il notariato incontra gli attori del sistema”, 10 giugno 2011 in bancaditalia.it[collegamento interrotto]
  - “Le operazioni sospette di riciclaggio: un bilancio triennale”, 18 marzo 2011, in bancaditalia.it[collegamento interrotto]
- Gen. D. Giorgio Toschi, Comandante della Scuola di Polizia Tributaria della Guardia di Finanza, “L'attività di contrasto al riciclaggio della Guardia di Finanza”, presentazione in occasione del corso presso la Scuola di Polizia Tributaria Lido di Ostia, 28 gennaio 2011, in bancaditalia.it[collegamento interrotto]
- Banca d'Italia, "Quaderni di ricerca giuridica n. 60 - Lineamenti della disciplina internazionale di prevenzione e contrasto del riciclaggio e del finanziamento del terrorismo" in bancaditalia.it[collegamento interrotto]
- Gruppo Egmont, video sull'antiriciclaggio ed il finanziamento del terrorismo, in egmontgroup.org
- Ranieri Razzante, presidente AIRA, Associazione Italiana Responsabili Antiriciclaggio
  - Riciclaggio, corruzione ed economia legale. Wiki@Home intervista Ranieri Razzante (23 luglio 2011)
  - “Compliance Antiriciclaggio: le novità del 2010” in compliance-normativa.it
  - “Segnalazioni di operazioni sospette e nuovi indici di anomalia”, Rivista della Guardia di Finanza in airant.it(versione pdf in Archiviato il 22 aprile 2012 in Internet Archive.)
  - “L'archiviazione informatica dei dati - Il paper trail nella lotta al riciclaggio, pubblicato in GNOSIS n. 2/2010 GNOSIS Archiviato il 22 aprile 2012 in Internet Archive. (versione in inglese:  “The paper-trail in the fight against re cycling” in gnosis.aisi.gov.it)
  - “Prevenzione versus repressione? Denaro sporco il grande business” in GNOSIS n. 2/2008 Archiviato il 22 aprile 2012 in Internet Archive. versione in inglese: “Dirty money: the great business” gnosis.aisi.gov.it
- AziendaBanca: speciale antiriciclaggio (dicembre 2008) in compliancenet.it
- Giuseppe Borrelli, “Le tecniche di riciclaggio e di reimpiego dei profitti illeciti. Profili sostanziali e processuali, con particolare riguardo alle indagini finanziarie (modalità di accesso, rilevazione ed acquisizione della documentazione)” in [collegamento interrotto], 451 K, pdf, 41 pp.
- Patrizia Andreozzi, “Il terrorismo e gli aspetti economici finanziari: il riciclaggio dei capitali illeciti tramite internet e tutela giuridica nel diritto comunitario e internazionale delle Infrastrutture Critiche” in cestudis.it
- "Emanuele Fisicaro" Commento al provvedimento recante disposizioni attuative in materia di organizzazione, procedure e controlli interni volti a prevenire l'utilizzo degli intermediari e degli altri soggetti che svolgono attività finanziaria a fini di riciclaggio e di finanziamento del terrorismo. Dottrina. rivista "Antiriccilaggio & 231 del 2001. Academia Edizioni, 2011, pag. 31. www. academiaedizioni.it